# رس

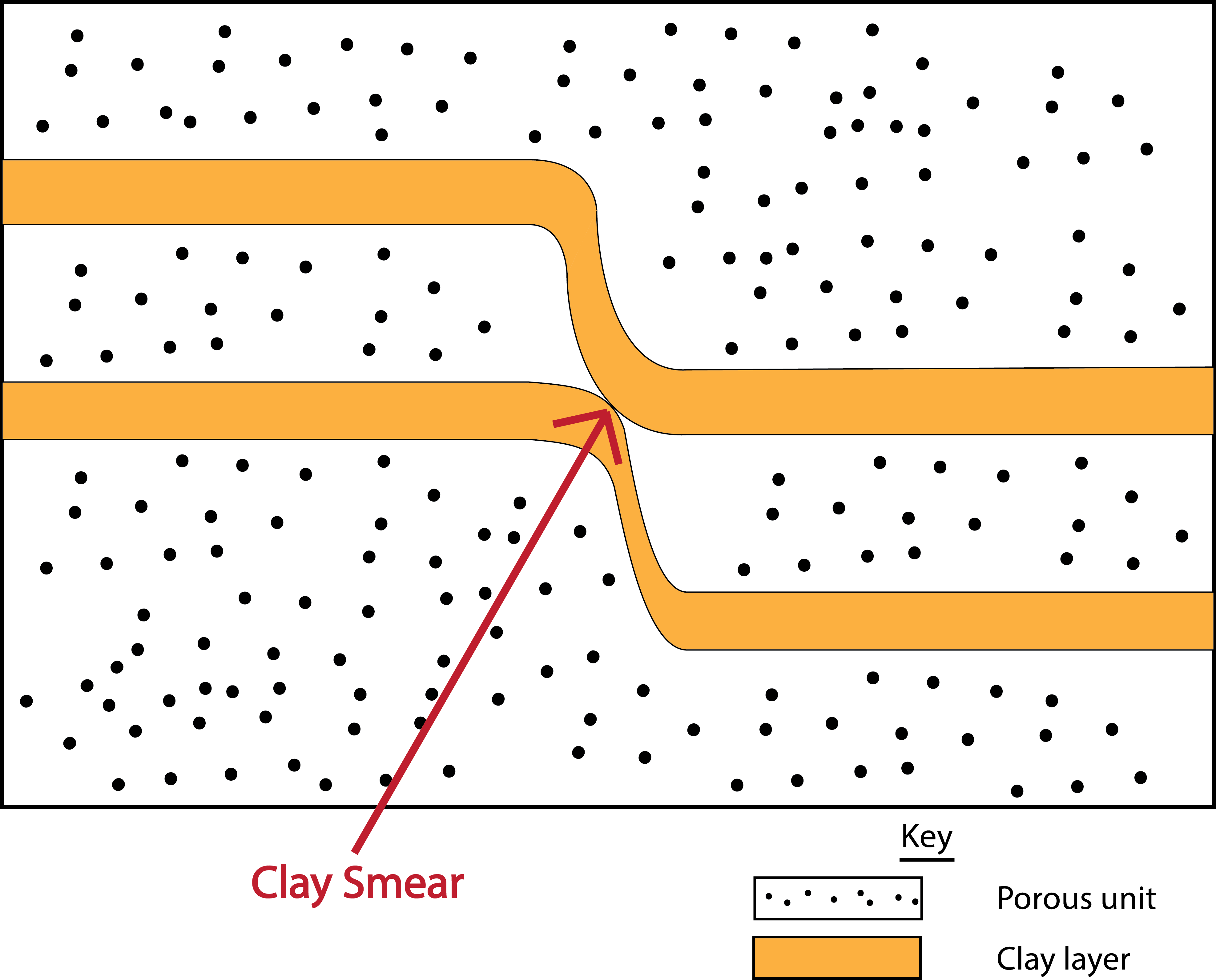
بافت خاک رس

رُس طبق تعریف انجمن مواد و آزمون آمریکا به کانی‌های طبیعی آگلومره شده شامل فیلوسیلیکات آلومینیوم آب‌دار گفته می‌شود که با افزودن رطوبت کافی ویژگی‌های پلاستیک پیدا می‌کنند و با خشک شدن صلب می‌شوند.
در طبقه‌بندی خاک‌ها، رس در گروه ریزدانه قرار می‌گیرد. ذرات رس معمولاً با اندازهٔ کوچک‌تر از ۰٫۰۰۲ میلی‌متر تعریف می‌شوند. اما گاهی مواقع ممکن است ذراتی با اندازهٔ ۰٫۰۰۲ تا ۰٫۰۰۵ میلی‌متر نیز رس تعریف شوند.
ذراتی که بر حسب اندازه، در طبقهٔ رس‌ها قرار می‌گیرند، لزوماً شامل کانی‌های رس نمی‌شوند. رس‌ها در مکانیک خاک به ذراتی گفته می‌شود که اگر با مقدار محدودی آب مخلوط شوند، خاصیت خمیری از خود نشان می‌دهند. خمیری بودن، خاصیت بتونه شکلی است که رس مخلوط با آب از خود نشان می‌دهد. بنابر این مناسب است که ذرات خاکی که فقط از دیدگاه اندازه در ردهٔ رس‌ها قرار می‌گیرند (یعنی اندازهٔ آن‌ها کوچکتر از ۲ میکرون است) به جای رس، ذرات با اندازهٔ رسی نامیده شوند.
آهک + خاک رس   = سیمان
آهک + خاک رس + آب + ماسه + شن = بتن

## کائولین (خاک چینی)
خاک چینی از واژهٔ چینی Kao-Ling (جایی در چین) گرفته شده که با آن خاک، ظرف‌ها و پیکره‌های چینی می‌ساختند.
کائولینیت با فرمول شیمیایی Al
2O
3 ·  2SiO
2 · 2H2O نازکی پولک‌هایش ۲۰ هزارم میکرون(2nm) و درازای آن‌ها ۱۰۰ تا ۲۵۰ هزارم میکرون(10nm تا 25nm) است و هم‌وزن خود آب می‌مکد. برای یافتن اکسید آلومینیوم، نخست آن را در گرمای ۸۰۰ درجه، خشک شیمیایی می‌کنند تا آب شیمیایی آن بپرد و Al2O3 · 2SiO2 آن بجا بماند. پس از آن نمک مانده را در جوهر نمک حل می‌نمایند. کائولینیت در گرمای ۱۷۵۰ درجه ذوب می‌شود.

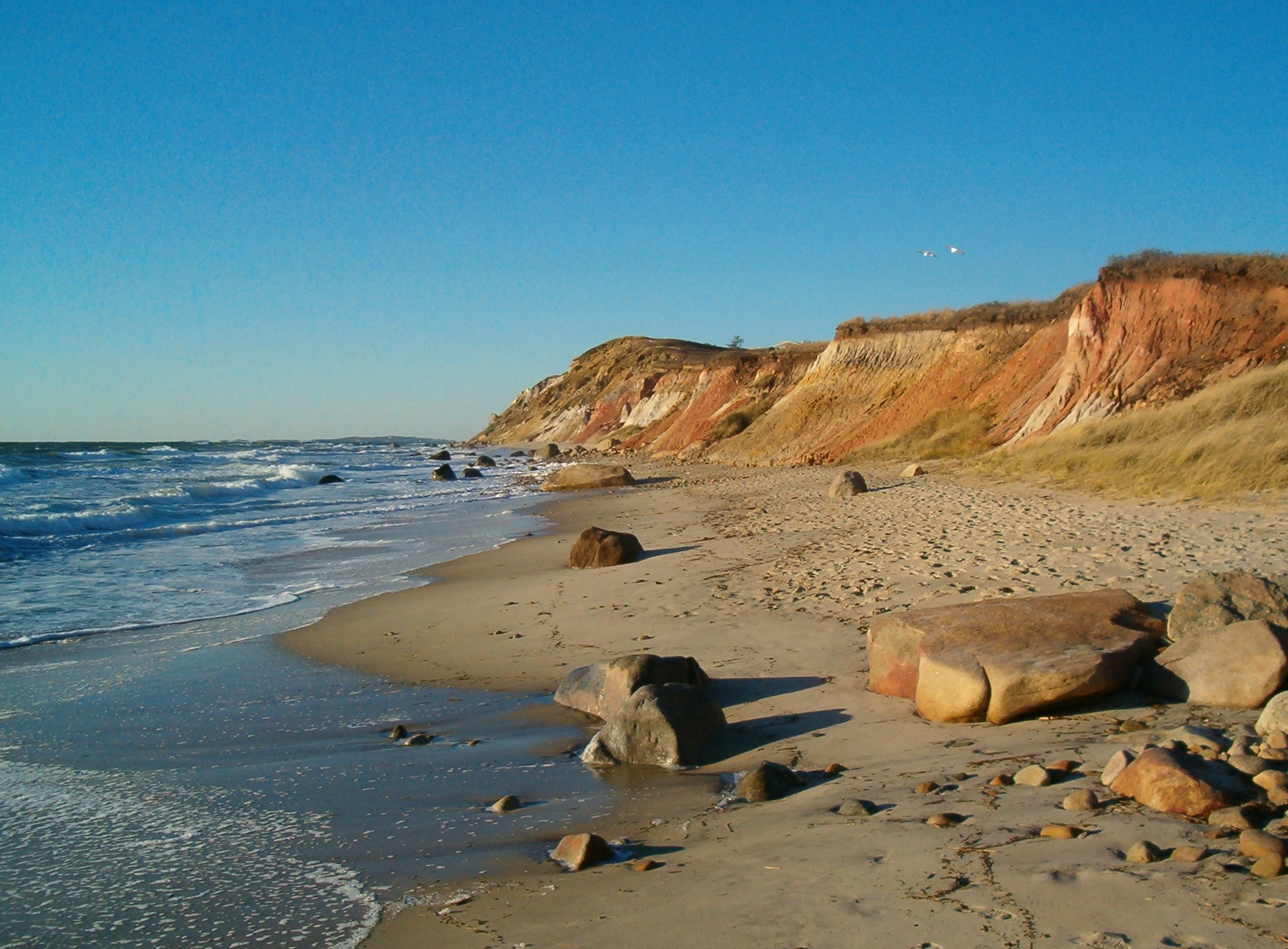
Gay head cliffs MV

## بنتونیت (گل سرشوی)
گل سرشوی دارای خاصیت آب مکی، چسبناکی، شکل‌پذیری و باد کردن بالا است، زیرا مونت‌موریلونیت (montmorilonit) که آب می‌مکد در آن بسیار زیاد است. در سرامیک سازی کاربرد دارد. بنتونیت کالیومی دو تا سه برابر وزن خود و بانتونیت ناتریومی شش تا هفت برابر وزن خود آب می‌مکد. مونت‌موریلونیت چون دو لایه اتم Si دارد، بیش از کائولینیت آب می‌مکد و دوبرابر آن یون می‌سازد. خاک رس مونت‌موریلونیت، نازکی پولک‌هایش یک هزارم میکرون و درازای پان‌ها ۱۰۰ تا ۳۰۰ هزارم میکرون است. آب مکندگی برای بانتونیت ناتریومی ۶ تا ۷ برابر وزنش و برای گونهٔ کلسیمی ۲ تا ۳ برابر وزنش است.
بانتونیت یا گل سرشو را از زمان باستان در ایران می‌شناختند، در برگ گل می‌خواباندند و با آن سر و تن می‌شستند. بخشی از شعر سعدی گویای این است:
| گلی خوشبوی در حمام روزی |  | رسید از دست محبوبی به دستم |
| بگفتا من گلی ناچیز بودم |  | ولیکن مدتی با گل نشستم     |

بانتونیت برای چسبناک کردن ماسهٔ ریخته‌گری و پوشش گرافیتی درون تشت‌های فلز گدازی و رنگ‌گیری روغنهای معدنی، سفید کردن شیرهٔ سیاه، ساختن کرم‌های آرایشی و داروسازی، صاف کردن آب آشامیدنی، سرکه، پرداخت کردن و جلا دادن فلزها، ساختن مغز خودکار، ساختن آجر نسوز، در کندن چاه‌های نفت و… کاربرد دارد.
بانتونیت را برای آب‌بندی کردن هم به کار می‌برند؛ که پس از مکیدن آب، و گل شدن، باد می‌کند و جاهای خالی آن پر می‌شوند و دیگر آب در ریزه سوراخ‌های پر شده‌اش مانند کاهگل بام نشت نمی‌کند.

## رس در ساختمان سازی
1. خاک رس معمولی در آجر سازی بکار می‌رود. ویژگی‌های این نوع خاک برای تولید آجر استاندارد باید مطابق استاندارد شماره ۱۱۶۲ ایران[۷] باشد.
2. گلهای رسی لکه‌گیری، به خالصی خاک‌های چینی نیستند، آهک و منیزی (منیزیم اکسید) زیادی دارند و برای لکه‌گیری روغن و رنگ استفاده می‌شود.
3. گل اخرا که شن گل رس دار است، آهن اکسید زیادی دارد و در رنگ سازی استفاده می‌شود.
4. بنتونیت نوعی خاک دریایی است که از درصد زیادی Montmorillonite تشکیل شده و در کندن چاه و ساخت صنایع نسوز کاربرد دارد و استفاده از آن باید مطابق استاندارد ۲۴۴ ایران باشد.
5. پوکه معدنی

## کانی‌های رس
کانی‌های رس، آلومینیوم سیلیکات‌های مرکب هستند که از دو واحد اصلی تشکیل شده‌اند:
۱- چهاروجهی سیلیس
۲- هشت‌وجهی آلومین